# مایکل آلگی
مایکل آلگی (انگلیسی: Michael Alig) (متولد: ۲۹ آوریل ۱۹۶۶_درگذشته ۲۵ دسامبر ۲۰۲) که یک تئاتر، نوازنده و نویسنده باشگاه پیشین آمریکایی بود.او تقریباً ۱۷ سال در زندان به سر می‌برد. آلگ یک بنیانگذار و رهبر باشگاه کودکان و نوجوانان، گروهی از باشگاه جوانان شهر نیویورک بود.

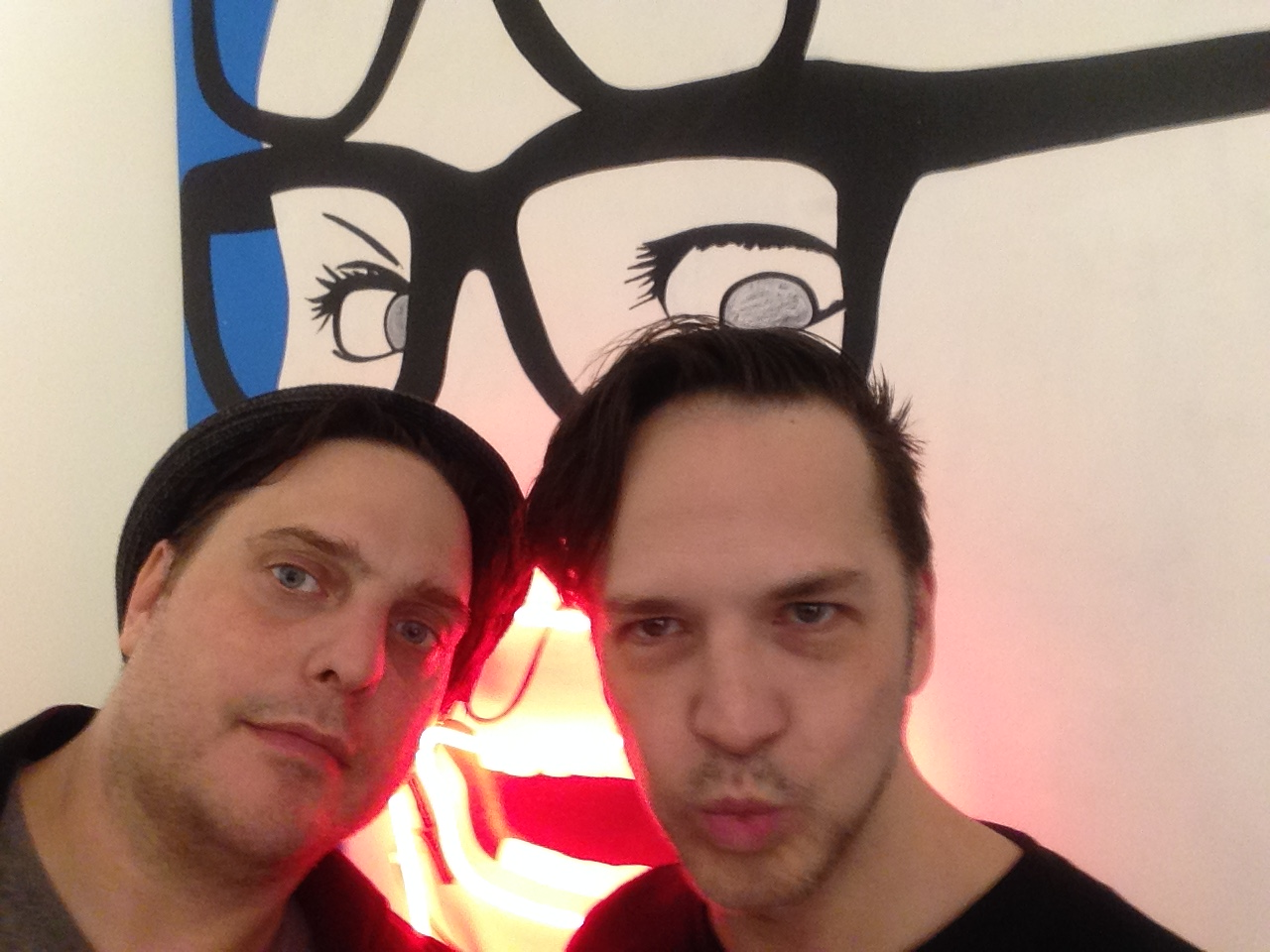
مایکل آلگی (راست)